# Вільковия (Яроцинський повіт)
Вільковия (пол. Wilkowyja, нім. Wolfsdorf) — село в Польщі, у гміні Яроцин Яроцинського повіту Великопольського воєводства.
Населення — 1559 осіб (2011).
У 1975-1998 роках село належало до Каліського воєводства.

## Демографія
Демографічна структура станом на 31 березня 2011 року:
|          | Загалом | Допрацездатний вік | Працездатний вік | Постпрацездатний вік |
| -------- | ------- | ------------------ | ---------------- | -------------------- |
| Чоловіки | 755     | 168                | 526              | 61                   |
| Жінки    | 804     | 190                | 487              | 127                  |
| Разом    | 1559    | 358                | 1013             | 188                  |